# Битка на Шуматовцу
Битка на Шуматовцу (тур. Aleksinaç Muharebesi) се десила 1876. године на територији Кнежевине Србије током Првог српско-турског рата.
Након неуспеха офанзиве српске војске у јулу и августу, турска војска је кренула у напад. Малобројнија српска војска, коју је предводио Коста Протић, успела је да избори тактичку победу: турска војска је цео дан фронтално нападала добро утврђене српске положаје у облику редута петоугаоног облика које су бранила два батаљона потпомогнута са 6 топова и 40 додатних артиљеријских оруђа распоређених на околним брдима.
Отоманска војска се на крају повукла са губицима од 500 људи и 1500 рањених и заробљених. Српска војска није искористила тренутак да изврши контранапад.

## Утврђивање Шуматовца
Алексинац и Делиград су били изузетно добро утврђени, да спрече продор турске војске долином Мораве. Алексинац и положаји око њега били су утврђени читавим низом утврђења са обе стране Мораве од Житковца на западу до Лесковика на истоку. Најбоље је био утврђен средишњи део на линији Глоговачка коса-Шуматовац-Стрчи крак. Од Мораве до Озрена на десној обали Мораве изграђено је 18 редута са 40 позицијских топова. Српски положаји надвисивали су долину, којом је требало да приђе турска војска. Омогућавали су добру организацију обране. Плато Рујевице је представљао главни ослонац одбране Алексинца и са 14 позиционих топова могао је да помогне било којем другом угроженом положају. Шуматовачки вис у прво време није био утврђен, јер су раније сматрали да се посади Шуматовца не би могла пружити правовремена помоћ због његове одвојености дубоком јаругом потока. Пуковник Коста Протић је као инжењерски официр схватио да би непријатељ са тога виса могао да гађа остале алексиначке положаје, па је наговорио главнокомандујућег генерала Михаила Черњајева да се Шуматовац утврди. Са утврђивањем Шуматовца завршило се кад су Турци били пред Алексинцем.

### Посада и топови
Шуматовац је имао петоугаони облик. Његову посаду чиниле су две чете Лепеничког батаљона под командом Јеврема Марковића и београдска чета под командом Петра Хаџи-Јањића. У утврђењу су се налазила 4 пољска топа и 2 мерзера, а били су и под заштитом позицијских топова са Рујевице. Утврђењем Шуматовац командовао је капетан Живан Протић, брат Косте Протића. На Рујевици се налазио штаб Косте Протића и штаб генерала Михаила Черњајева.

## Планови две стране
Турци су под командом Керим-паше нападали Алексинац са обе обале Мораве. На левој обали био је корпус Саиб паше, у центру је био корпус Ахмед Ејуб паше на линији Бујмирско брдо-Бујмирски брег-Пруговац. Унутар тога корпуса Сулејман-пашина дивизија била је на левом крилу и центру, а Сабијева дивизија на десном крилу. Дивизија Фазли-паше упућена је према североисточним српским шанчевима. Керим паша је одлучио да напад започне на оба крила са две стране Мораве, па је Саибов корпус први требало да нападне и да покуша заобилажење српског десног крила. Фазлијева дивизија требало је да зауме шанчеве на Шуматовцу и Стрчем краку и да тако обухвати српско лево крило. По плану тек након тога Ејубов корпус је требало да започне пробој. Черњајев је планирао да противнападом на десном крилу предухитри Турке. Поред тога настојао је да одгађа турски напад док не дође Ђура Хорватовић са својим корпусом.

## Неуспешан турски централни напад
Турски напад започео је у зору 23. августа 1876. Турци су на почетку напада имали иницијативу на целом фронту. На српском десном крилу пуковник Николај Рајевски није спровео Черњајев план да се Турци предухитре противнападом. Ипак српска војска је успела да на свом десном крилу спречи продор Турака левом обалом Мораве у позадину Алексинца. Пошто турска војска није успела на крилима након двочасовне артиљеријске припреме започела је фронтални напад од 10 сати. Густи редови турске војске приближавали су се Рујевици, али имали су велике губитке јер су били изложени ватри са од напред и са стране. Када се показало да против добро утврђене српске војске нема шансе на широком фронту Ејуб-паша је наредио Фазли-паши да заузме Шуматовац. Фазли-паша је пре тога заузео Пруговац крај Шуматовца.

## Напад на Шуматовац
Фазли паша је две трећине дивизије распоредио да нападају са леве стране Шуматовца, што даље од осталих српских утврђења. Када је Михаил Черњајев уочио турску намеру да заузму Шуматовац послао је појачања према Пруговцу и Шуматовцу. Појачања су се распоредила око Шуматовца и између Пруговца и Шуматовца. У бици око Шуматовца учествовало је око 20 српских батаљона, а Турци су нападали са 42 батаљона и 30 ескадрона. Турци су први кренули у напад фронтално. Након тога главна војска од 10.000 до 14.000 војника кренула је у напад од Пруговца. За време напада сва српска позициона артиљерија помагала је одбрану Шуматовца. Турска војска је била изложена ватри са Шуматовца, од српске пешадије северно од Шуматовца и од многобројне артиљерије. Због унакрсне ватре и великих губитака турска војска се повукла. У другом јуришу главни напад су усмерили на северну страну шанца. Турци су имали велике губитке, али и Срби су трпели доста губитака, па је у том нападу погинуо Живан Протић. У другом нападу Турци су дошли до испод грудобрана. После тога следила су још два неуспешна турска напада, али оба су одбијена. Следеће јутро, на српско изненађење Турци су се повукли од Шуматовца.

## Резултат
У Шуматовачкој бици турски губици су били између 2.400 и 3.200 војника избачених из строја. Српска војска имала је 135 погинулих, 1.436 рањених и 11 несталих војника. Српска војска је победила у Шуматовачкој бици, која је одлучила и вишедневну битку за Алексинац.

## Униформе српске и турске војске
Српска војска током Шуматовачке битке носила је тамно плаве шајкаче и браонкасту униформу са плавим панталонама. Од обуће имали су опанке. Официри су имали тамно плаву униформу, црвене панталоне и капу по узору на француске тамноплаве боје. Турска регуларна војска низами носили су црвене фесове и тамноплаве униформе и панталоне.

## Занимљивости
Пера Тодоровић у Дневнику једног добровољца пише да су турски низами спевали песму о Шуматовачкој бици речима :„По Шуматовцу се извила једна жута гуја-Ако питаш за име-Черњајев генерал-По ваздан дуги из топова туче, ноћу бомбардира-Не дај царе (помагај) пропаде ти сиротиња-По Шуматовцу озго дим се поклопио-За по сата иљаду топова пукне-Не дај царе пропадосмо ти ми-народ твој.”